# Бхадрапур (аеропорт)

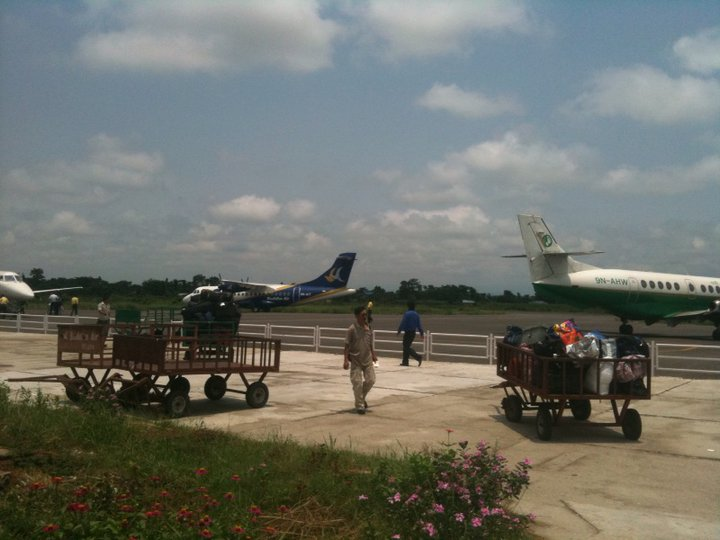
Годину-пік в аеропорту Бхадрапур

Аеропорт Бхадрапур (англ. Chandragadhi Airport), (IATA: BDP, ICAO: VNCG), також відомий як аеропорт Чандрагадхі, — непальський аеропорт, що обслуговує комерційні авіаперевезення міст Бхадрапур і Чандрагадхі (район Джхапа, зона Мечі).

## Загальні відомості
Аеропорт розташований на висоті 91 метр над рівнем моря і експлуатує одну злітно-посадкову смугу 10/28 розмірами 1219х30 метрів з асфальтовим покриттям.
Аеропорт знаходиться в трьох годинах їзди від міста Дарджилінг.

## Авіакомпанії і пункти призначення
| Авіакомпанія  | Пункт призначення |
| ------------- | ----------------- |
| Agni Air      | Катманду          |
| Buddha Air    | Катманду          |
| Yeti Airlines | Катманду          |